# MD2
MD2 (англ. Message Digest Algorithm) — хеш-функція, розроблена Рональдом Ріверстом (RSA Laboratories) в 1989 році і описана RFC 1319 (оновлено від RFC 1115). Розмір хешу — 128 біт (16 байт). Всі операції алгоритму виконуються з октетами (байтами).
Хоча алгоритм все ще повністю не було зламано, в 2011 IETF змінило його статус на "історичний" і натомість рекомендує використовувати SHA-256 чи інші сильні алгоритми.

## Опис алгоритму
Спочатку повідомлення доповнюють так, щоб його довжина в байтах була кратна 16. Для цього додають до кінця повідомлення {\displaystyle i} (від 1 до 16-ти) байтів кожен з яких містить значення {\displaystyle i}. Повідомлення матиме довжину {\displaystyle N=n+i}, таку що {\displaystyle N\equiv 0{\pmod {16}}}. {\displaystyle M} позначатиме доповнене повідомлення.
На другому кроці додають чексуму {\displaystyle C}, використовуючи "випадкову" перестановку з 256 байт, побудовану з цифр числа Пі, {\displaystyle S}. Для цього робиться наступне:
```
для і := від 0 до 15:
    C[i] := 0

L := 0

для і := від 0 до N/16-1: // для кожного блоку по 16 байт
    для j від 0 до 15:
        c := M[i*16+j] // символ в блоці
        L := C[j] := C[j] xor S[c xor L] // оновлюємо чексуму

```

В описі цього кроку RFC містить помилку (виправлену в Errata 555), замість L = C[j] = C[j] xor S[c xor L] там роблять присвоєння L = C[j] = S[c xor L], тому якщо реалізовувати точно як в RFC, вивід хеш-функції не буде відповідати деяким тестовим прикладам з RFC (`abcdefghijklmnopqrstuvwxyz` і довшим). 
16 байтів чексуми додаються до повідомлення {\displaystyle M}, нова довжина повідомлення {\displaystyle N'=N+16}
На третьому кроці виділяється і обнуляється буфер для дайджесту повідомлення з 48 байтів.
На четвертому кроці виконується хешування повідомлення блок за блоком. Використовується таке саме значення перестановки {\displaystyle S} як на кроці 2.
```
для і := від 0 до N'/16-1: // для кожного блоку по 16 байт
    для j від 0 до 15:
        X[16+j] := M[i*16+j]
        X[32+j] := X[16+j] xor X[j]
    
    t := 0
    
    для j := від 0 до 17: // 18 раундів хешування
        для k := від 0 до 47:
            t := X[k] := X[k] xor S[t]
        t := t + j mod 256

```

На останньому кроці повертають перших 16 байтів вмісту буфера X.

### Приклад реалізації на Python
```
def
 
MD2
(
data
):

    
'''

        >>> MD2(b'')

        '8350e5a3e24c153df2275c9f80692773'

        >>> MD2(b'a')

        '32ec01ec4a6dac72c0ab96fb34c0b5d1'

        >>> MD2(b'abc')

        'da853b0d3f88d99b30283a69e6ded6bb'

        >>> MD2(b'message digest')

        'ab4f496bfb2a530b219ff33031fe06b0'

        >>> MD2(b'abcdefghijklmnopqrstuvwxyz')

        '4e8ddff3650292ab5a4108c3aa47940b'

        >>> MD2(b'ABCDEFGHIJKLMNOPQRSTUVWXYZabcdefghijklmnopqrstuvwxyz0123456789')

        'da33def2a42df13975352846c30338cd'

        >>> MD2(b'12345678901234567890123456789012345678901234567890123456789012345678901234567890')

        'd5976f79d83d3a0dc9806c3c66f3efd8'

    '''

    
M
 
=
 
list
(
data
)

    
# Крок 1. Доповнення

    
i
 
=
 
16
 
-
 
(
len
(
M
)
 
%
 
16
)

    
M
 
=
 
M
 
+
 
[
i
]
 
*
 
i

    
N
 
=
 
len
(
M
)

    
# Крок 2. Додавання чексуми

    
C
 
=
 
[
0
]
 
*
 
16

    
L
 
=
 
0

    
for
 
i
 
in
 
range
(
N
//
16
):

        
for
 
j
 
in
 
range
(
16
):

            
c
 
=
 
M
[
i
*
16
 
+
 
j
]

            
L
 
=
 
C
[
j
]
 
=
 
C
[
j
]
^
S
[
c
 
^
 
L
]

    
M
 
=
 
M
 
+
 
C

    
N
 
=
 
len
(
M
)

    
# Крок 3. Ініціалізація буфера MD

    
X
 
=
 
[
0
]
 
*
 
48

    
# Крок 4. обробка повідомлення 16-байтовими блоками

    
for
 
i
 
in
 
range
(
N
//
16
):

        
for
 
j
 
in
 
range
(
16
):

            
X
[
16
+
j
]
 
=
 
M
[
i
*
16
+
j
]

            
X
[
32
+
j
]
 
=
 
X
[
16
+
j
]
^
X
[
j
]

        
t
 
=
 
0

        
for
 
j
 
in
 
range
(
18
):

            
for
 
k
 
in
 
range
(
48
):

                
t
 
=
 
X
[
k
]
^
S
[
t
]

                
X
[
k
]
 
=
 
t

            
t
 
=
 
(
t
 
+
 
j
)
 
%
 
256

    
# Крок 5. Вивід

    
return
 
''
.
join
(
f
'
{
x
:
02x
}
'
 
for
 
x
 
in
 
X
[:
16
])

S
 
=
 
[

  
41
,
 
46
,
 
67
,
 
201
,
 
162
,
 
216
,
 
124
,
 
1
,
 
61
,
 
54
,
 
84
,
 
161
,
 
236
,
 
240
,
 
6
,

  
19
,
 
98
,
 
167
,
 
5
,
 
243
,
 
192
,
 
199
,
 
115
,
 
140
,
 
152
,
 
147
,
 
43
,
 
217
,
 
188
,

  
76
,
 
130
,
 
202
,
 
30
,
 
155
,
 
87
,
 
60
,
 
253
,
 
212
,
 
224
,
 
22
,
 
103
,
 
66
,
 
111
,
 
24
,

  
138
,
 
23
,
 
229
,
 
18
,
 
190
,
 
78
,
 
196
,
 
214
,
 
218
,
 
158
,
 
222
,
 
73
,
 
160
,
 
251
,

  
245
,
 
142
,
 
187
,
 
47
,
 
238
,
 
122
,
 
169
,
 
104
,
 
121
,
 
145
,
 
21
,
 
178
,
 
7
,
 
63
,

  
148
,
 
194
,
 
16
,
 
137
,
 
11
,
 
34
,
 
95
,
 
33
,
 
128
,
 
127
,
 
93
,
 
154
,
 
90
,
 
144
,
 
50
,

  
39
,
 
53
,
 
62
,
 
204
,
 
231
,
 
191
,
 
247
,
 
151
,
 
3
,
 
255
,
 
25
,
 
48
,
 
179
,
 
72
,
 
165
,

  
181
,
 
209
,
 
215
,
 
94
,
 
146
,
 
42
,
 
172
,
 
86
,
 
170
,
 
198
,
 
79
,
 
184
,
 
56
,
 
210
,

  
150
,
 
164
,
 
125
,
 
182
,
 
118
,
 
252
,
 
107
,
 
226
,
 
156
,
 
116
,
 
4
,
 
241
,
 
69
,
 
157
,

  
112
,
 
89
,
 
100
,
 
113
,
 
135
,
 
32
,
 
134
,
 
91
,
 
207
,
 
101
,
 
230
,
 
45
,
 
168
,
 
2
,
 
27
,

  
96
,
 
37
,
 
173
,
 
174
,
 
176
,
 
185
,
 
246
,
 
28
,
 
70
,
 
97
,
 
105
,
 
52
,
 
64
,
 
126
,
 
15
,

  
85
,
 
71
,
 
163
,
 
35
,
 
221
,
 
81
,
 
175
,
 
58
,
 
195
,
 
92
,
 
249
,
 
206
,
 
186
,
 
197
,

  
234
,
 
38
,
 
44
,
 
83
,
 
13
,
 
110
,
 
133
,
 
40
,
 
132
,
 
9
,
 
211
,
 
223
,
 
205
,
 
244
,
 
65
,

  
129
,
 
77
,
 
82
,
 
106
,
 
220
,
 
55
,
 
200
,
 
108
,
 
193
,
 
171
,
 
250
,
 
36
,
 
225
,
 
123
,

  
8
,
 
12
,
 
189
,
 
177
,
 
74
,
 
120
,
 
136
,
 
149
,
 
139
,
 
227
,
 
99
,
 
232
,
 
109
,
 
233
,

  
203
,
 
213
,
 
254
,
 
59
,
 
0
,
 
29
,
 
57
,
 
242
,
 
239
,
 
183
,
 
14
,
 
102
,
 
88
,
 
208
,
 
228
,

  
166
,
 
119
,
 
114
,
 
248
,
 
235
,
 
117
,
 
75
,
 
10
,
 
49
,
 
68
,
 
80
,
 
180
,
 
143
,
 
237
,

  
31
,
 
26
,
 
219
,
 
153
,
 
141
,
 
51
,
 
159
,
 
17
,
 
131
,
 
20

]

```

### Перестановка S
Масив з 256 байтів S - це S-таблиця. Її побудовано перемішуванням цілих чисел від 0 до 255 використовуючи варіант алгоритму Дарстенфельда в якому генератор псевдовипадкових чисел використовує цифри десяткового представлення Пі (див. число "нічого не сховав у рукаві").

## Реалізації
В RFC 1319 дається еталонна реалізація на С, крім цього існують реалізації на Python, JavaScript, Java, Goта іншими мовами програмування.

## Безпека
Функція демонструє лавиновий ефект, зміна лише одного символа змінює кожен байт в хеші. Наприклад в наступних двох хешах червоним кольором показано половинку байта що не змінилась:
```
MD2('wikipedi
a
') = 'e01ebd633170ac3210b4c25e941b
3
417'
MD2('wikipedi
b
') = 'b2451ac2a2691e485a30519caf8c
0
512'
```

Хеш має розмір 128 біт, тому для того аби знайти повідомлення яке хешується в найгіршому випадку треба перебрати {\displaystyle 2^{1}28} варіантів. Знайдені вразливості, які дозволяють скоротити кількість варіантів до {\displaystyle 2^{1}04}

## Історія
Після винайдення асиметричної криптографії й алгоритму RSA, постала проблема того що RSA занадто повільний для того аби підписувати довгі повідомлення. Безпечна криптографічна хеш-функція могла б значно підвищити зручність цифрового підпису, тому були створені функції MD та MD2. MD, на відміну від MD2 не була опублікована, і використовувалась в додатках безпечної електронної пошти від RSA Security.

## Зноски
1. 1 2  Kaufman, Perlman та Speciner, 2002, Hashes and Message Digests.
2. ↑  RFC 6149
3. ↑  RFC Errata Report » RFC Editor.
4. ↑  MD2.py. Github Gist (англ.).
5. ↑  RFC 1319
6. ↑  How is the MD2 hash function S-table constructed from Pi?. Cryptography Stack Exchange. Stack Exchange. 2 серпня 2014. Процитовано 23 травня 2021.
7. ↑  https://urchin.earth.li/~twic/md2.py
8. ↑  MD2 — PyCryptodome 3.190b1 documentation. pycryptodome.readthedocs.io.
9. ↑  js-md2. npm (англ.). 8 лютого 2017.
10. ↑  MD2 (Oracle Fusion Middleware Crypto FIPS Java API Reference). docs.oracle.com.
11. ↑  md2 package - github.com/htruong/go-md2 - Go Packages. pkg.go.dev.
12. ↑  Muller, Frédéric (2004). The MD2 Hash Function Is Not One-Way. Advances in Cryptology - ASIACRYPT 2004: 214—229. doi:https://doi.org/10.1007/978-3-540-30539-2_16. {{cite journal}}: Зовнішнє посилання в |doi= (довідка); Перевірте значення |doi= (довідка)